# Галенде
Галенде (ісп. Galende) — муніципалітет в Іспанії, у складі автономної спільноти Кастилія-і-Леон, у провінції Самора. Населення — 1308 осіб (2010).
Муніципалітет розташований на відстані близько 310 км на північний захід від Мадрида, 100 км на північний захід від Самори.
На території муніципалітету розташовані такі населені пункти: (дані про населення за 2010 рік)
- Кубело: 83 особи
- Галенде: 128 осіб
- Іланес: 99 осіб
- Монкабріль: 6 осіб
- Педрасалес: 62 особи
- Ель-Пуенте: 393 особи
- Рабанільйо: 53 особи
- Рібаделаго: 39 осіб
- Рібаделаго-де-Франко: 104 особи
- Сан-Мартін-де-Кастаньєда: 152 особи
- Віго: 189 осіб

## Демографія
Динаміка населення (INE ):